# Fiumicello
Fiumicello là một đô thị ở tỉnh Udine trong vùng Friuli-Venezia Giulia thuộc Ý, có cự ly khoảng 35 km về phía tây bắc của Trieste và khoảng 35 km về phía đông nam của Udine.
Fiumicello giáp các đô thị: Aquileia, Grado, Ruda, San Canzian d'Isonzo, Turriaco, Villa Vicentina.

## Thành phố kết nghĩa
- Le Temple-sur-Lot, Pháp